# Haitianisch-mexikanische Beziehungen
Die Haitianisch-mexikanischen Beziehungen beschreiben das bilaterale Verhältnis zwischen der Republik Haiti einerseits und den Vereinigten Mexikanischen Staaten andererseits.
Beide Länder sind Mitglieder der Vereinten Nationen, der Organisation Amerikanischer Staaten und der 2011 gegründeten Gemeinschaft der Lateinamerikanischen und Karibischen Staaten (CELAC). In der Karibischen Gemeinschaft (CARICOM) ist Haiti Mitglied, während Mexiko einen Beobachterstatus hat.

## Geschichte
Haiti erlangte die Unabhängigkeit von der früheren Kolonialmacht Frankreich bereits im Jahr 1804, während Mexiko im Jahr 1810 seine Unabhängigkeit von der Kolonialmacht Spanien erklärte, diese aber erst nach einem langen Krieg im Jahr 1821 endgültig erlangte.
m Jahr 1816 reiste der mexikanische General Martín Javier Mina y Larrea nach Haiti, um für die Unterstützung der Unabhängigkeit Mexikos von Spanien zu werben.
Haiti und Mexiko tauschten 1882 Konsuln aus und nahmen im Jahr 1929 diplomatische Beziehungen auf. 1934 eröffnete Mexiko eine Gesandtschaft in Port-au-Prince. Die Vertretung wurde Mitte der 1940er Jahre zu einer Botschaft heraufgestuft.
Am 1. Juli 1942 hatten die Regierungen Mexikos und Haitis ein Abkommen über gegenseitige Visumsfreiheit unterzeichnet.
Während der Zeit der Diktatur von François Duvalier und seinem Sohn Jean-Claude Duvalier (1957–1986) gewährte die mexikanische Botschaft verschiedenen oppositionellen haitianischen Politikern Asyl.
Im Januar 1973 wurde der amerikanische Botschafter in Haiti, Clinton E. Knox, von Banditen in seiner Residenz gefangen genommen und nach zwanzig Stunden freigelassen, da den Tätern die Freisetzung von zwölf Strafgefangenen, die Zahlung von 70.000 US-Dollar und freies Geleit nach Mexiko zugesagt worden war.
Während der Unruhen, die auf den Putsch gegen Jean-Bertrand Aristide folgten, fand auch der spätere Präsident René Préval 1992 für elf Monate in der Botschaft Zuflucht.
Im Jahr 2003 unterzeichneten beide Länder ein bilaterales Abkommen über technische und wissenschaftliche Zusammenarbeit.
Als Haiti im Januar 2010 von einem schweren Erdbeben erschüttert wurde, reagierte auch Mexiko mit der Bereitstellung von Nahrungsmitteln und anderen wichtigen Hilfsgütern. Kurz nach dem Erdbeben trafen mehr als 1.300 Ärzte und medizinische Helfer aus Mexiko in Haiti ein, zusammen mit 15.000 Tonnen humanitärer Hilfsgüter und mehr als 51.000 Zelten, die als Notunterkünfte dienten. Mexikanische Soldaten beteiligten sich auch nach dem schweren Erdbeben des Jahres 2021 an Such- und Rettungsaktionen. Seit 2010 hat die mexikanische Regierung die haitianische Regierung und Bevölkerung mit über 8 Millionen US-Dollar finanziell unterstützt.
2012 war der mexikanische Präsident Felipe Calderón das erste Staatsoberhaupt seines Landes, das Haiti besuchte. Während seines Aufenthalts in Haiti traf Calderón mit dem haitianischen Präsidenten Michel Martelly zusammen und besprach die bilateralen Beziehungen zwischen beiden Ländern sowie die mexikanische Entwicklungshilfe für Haiti. Im April 2013 besuchte der mexikanische Präsident Enrique Peña Nieto Haiti.
Mexiko beteiligte sich mit Militärpersonal an der von 2004 bis 2017 bestehenden Stabilisierungsmission der Vereinten Nationen in Haiti (MINUSTAH).
Im Jahr 2016 wurde etwa 5000 haitianischen Staatsangehörigen in Mexiko die Einreise in die Vereinigten Staaten verweigert, als Präsident Barack Obama die Einreise von Haitianern aus humanitären Gründen beendete. Viele der Haitianer blieben in Mexiko, vor allem in den Grenzstädten Mexicali und Tijuana. Im Jahr 2021 beantragten über 51 000 Haitianer Asyl in Mexiko. Die Gesamtzahl der in Mexiko lebenden Haitianer wird mit rund 100.000 angegeben.
Im Juli 2024 unterstrich die Außenministerin vom Mexiko, Alicia Bárcena Ibarra, anlässlich des 95. Jubiläums der Aufnahme diplomatischer Beziehungen in einem Beitrag für die Tageszeitung Le Nouvelliste die Freundschaft und Partnerschaft zwischen ihrem Land und Haiti:

„In den letzten Jahren hat Mexiko seine Bereitschaft zur Solidarität mit dem haitianischen Volk bekräftigt, indem es angesichts schrecklicher Naturkatastrophen humanitäre Unterstützung leistete.“

Am 5. Dezember 2024 wurde bei einem Treffen zwischen dem haitianischen Verteidigungsminister und dem mexikanischen Geschäftsträger in Haiti die bestehende militärische Zusammenarbeit zwischen beiden Ländern bekräftigt. Sie kündigten an, dass diese Zusammenarbeit bis 2025 fortgesetzt und ausgeweitet werden soll, indem die Forces Armées d’Haïti beim Bau von Ausbildungseinrichtungen auf dem neu errichteten Stützpunkt „Vertières“ unterstützt wird, der auch als Grundausbildungslager dienen soll.

## Hochrangiger Besuchsaustausch
Die haitianischen Präsidenten Jean-Bertrand Aristide (2004), René Préval (2010), Michel Martelly (2014, 2015) und Jovenel Moïse (2017, 2018) besuchten Mexiko. Der haitianische Premierminister Ariel Henry reiste im Jahr 2023 nach Mexiko. Die haitianischen Außenminister Duly Brutus (2014) und Claude Joseph (2021) führten Besuche in Mexiko durch.
Aus Mexiko reisten nach Haiti: Die Präsidenten Felipe Calderón (2012) und Enrique Peña Nieto (2013) sowie die Außenminister Patricia Espinosa (2010) und José Antonio Meade (2013).

## Stand
Haiti ist in Mexiko mit einer Botschaft in Mexiko-Stadt vertreten. Mexiko unterhält eine Botschaft in Pétionville, Haiti.
Im Jahr 2023 belief sich das Handelsvolumen zwischen beiden Ländern auf 80 Millionen US-Dollar. Zu den wichtigsten Exportgütern Haitis nach Mexiko gehören: Textilien und Bekleidung. Zu den wichtigsten Exportgütern Mexikos nach Haiti gehören: Lebensmittel, Kraftfahrzeuge, Medikamente und Akkumulatoren.